# Modave
Modave (en wallon Modåve) est une commune francophone de Belgique située en Région wallonne dans la province de Liège, ainsi qu'une localité de la commune qui lui donne son nom.

## Géographie

### Situation et description de la commune
Cette commune du Condroz liégeois épouse le relief condrusien fait d'une succession de tiges et de chavées et de vallées comme celle du Hoyoux et de ses affluents.
La commune recèle des châteaux et des fermes remarquables comme le château de Modave, le château de Vierset, le château de Strée, les manoirs de Royseux et de Facqueval, les fermes de Linchet, de Survillers, de Thibiémont ou de Barse.
Modave, commune rurale, possède aussi de grands espaces boisés s'étendant principalement sur les versants du Hoyoux.
Le commissariat central de la zone de police du Condroz se trouve à Strée et l'administration communale est située à Vierset.

### Situation et description du village
Le village de Modave se situe sur un plateau surmontant le versant ouest et la rive gauche du ruisseau de Bonne et le versant oriental du Hoyoux. La route nationale 641 Huy-Ocquier sépare le village (à l'est de la route) du château et de son imposant domaine boisé. Le village de Modave occupe la partie sud de la commune.
Le village est construit autour de l'église Saint-Martin en pierre calcaire qui daterait du XIIIe siècle et qui fut plusieurs fois remaniée. La particularité de cette église est l'absence de clocher. À l'intérieur, la chapelle funéraire des Comtes de Marchin renferme des gisants en marbre blanc.
Sous le village, le long de la vallée de la Bonne, la ligne vicinale 126 Huy-Ciney fait désormais partie du réseau RAVeL. On y trouve une ancienne gare, un tunnel, des tronçons creusés dans la roche et plusieurs ponts.

### Sections de commune
| # | Nom           | Superf. (km²) | Habitants (2020) | Habitants par km² | Code INS |
| - | ------------- | ------------- | ---------------- | ----------------- | -------- |
| 1 | Modave        | 10,72         | 785              | 73                | 61041A   |
| 2 | Vierset-Barse | 18,47         | 1.429            | 77                | 61041B   |
| 3 | Strée         | 5,70          | 1.419            | 249               | 61041C   |
| 4 | Outrelouxhe   | 4,40          | 454              | 103               | 61041D   |

### Villages et hameaux
Les Communes de Strée, Les Gottes, Limet, Linchet, Pont-de-Bonne et Rawsa.

### Communes limitrophes
|         | Huy     | Nandrin |
| Marchin | Modave  | Tinlot  |
|         | Clavier |         |

## Démographie

### Démographie: Avant la fusion des communes
- Source: DGS recensements population

### Démographie: Commune fusionnée
En tenant compte des anciennes communes entraînées dans la fusion de communes de 1977, on peut dresser l'évolution suivante :
Les chiffres des années 1831 à 1970 tiennent compte des chiffres des anciennes communes fusionnées.
- Source: DGS , de 1831 à 1981=recensements population; à partir de 1990 = nombre d'habitants chaque 1 janvier[1]

## Histoire
C'est pour les fontaines du château de Modave que Rennequin Sualem mit au point une machinerie qui sera plus tard développée pour fabriquer la machine de Marly à Versailles.

## Armoiries
|  | La commune possède des armoiries, qui sont celles de la famille de Modave de Masogne (éteinte). Blasonnement : D'argent au lion d'azur. - Délibération communale : 26 mars 1992 - Arrêté de l'exécutif de la communauté : 12 août 1992 |

## Politique et administration

### Conseil et collège communal 2024-2030
| Collège communal   |                         |     |
| ------------------ | ----------------------- | --- |
| Bourgmestre        | Bruno Dal Molin         | OSE |
| 1er Échevine       | Magali De Meyer         | OSE |
| 2e Échevin         | Eric Thomas             | OSE |
| 3e Échevine        | Aurélie Belli-Dor       | OSE |
| Présidente du CPAS | Louise De Muynck-Fastre | OSE |

### Jumelages
La commune de Modave est jumelée avec :
- Saugues (France).

Le comité de jumelage s'occupe d’entretenir les relations entre les deux communes, par le biais du comité de jumelage saugain. Il organise des activités qui servent à financer, en partie, le voyage des enfants à Saugues, il s'investit financièrement aussi, lorsque les enfants de Saugues viennent en Belgique.
Modave entretient de plus des liens d'amitié avec :
- Baulmes (Suisse) depuis 1990.

Des festivités sont organisées le weekend de l'ascension.

## Patrimoine et culture

### Lieux et monuments

#### Le rocher de l'Oppidum ou Vieux Château de Pont-de-Bonne
Le rocher du Vieux-Château à Pont-de-Bonne, propriété de la Commune de Modave, est un site classé site archéologique et Natura 2000.
Les fouilles menées depuis 2003 ont mis au jour les vestiges de deux remparts superposés. Le premier est daté du Ier siècle av. J.-C. (fin de l'âge du Fer) construit par la technique du murus gallicus avec une rampe d'accès au chemin de ronde à l'arrière.
Le deuxième rempart date du début du Moyen Âge. Il est constitué de deux murs parallèles en pierres sèches distant de 3,5 m. Ces murs sont maçonnés à la hauteur de la porte. Dans l'état actuel des connaissances, la fonction du site à ces différentes périodes ne nous est pas connue.

#### Autres sites
- Chapelle romane Saint-Pierre de Limet.
- Église Saint-Nicolas de Strée.
- Château de Vierset.

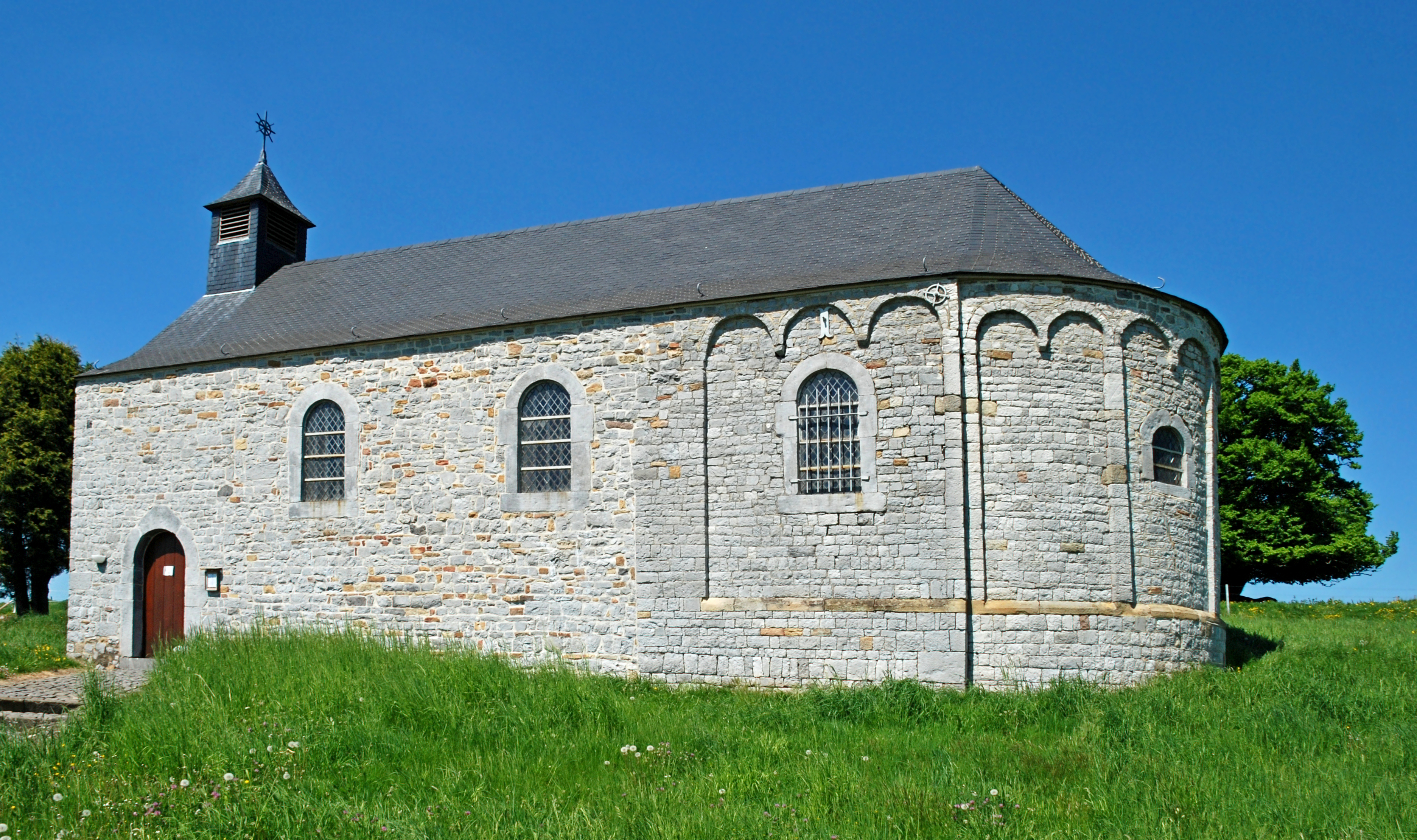
La chapelle Saint-Pierre de Limet.
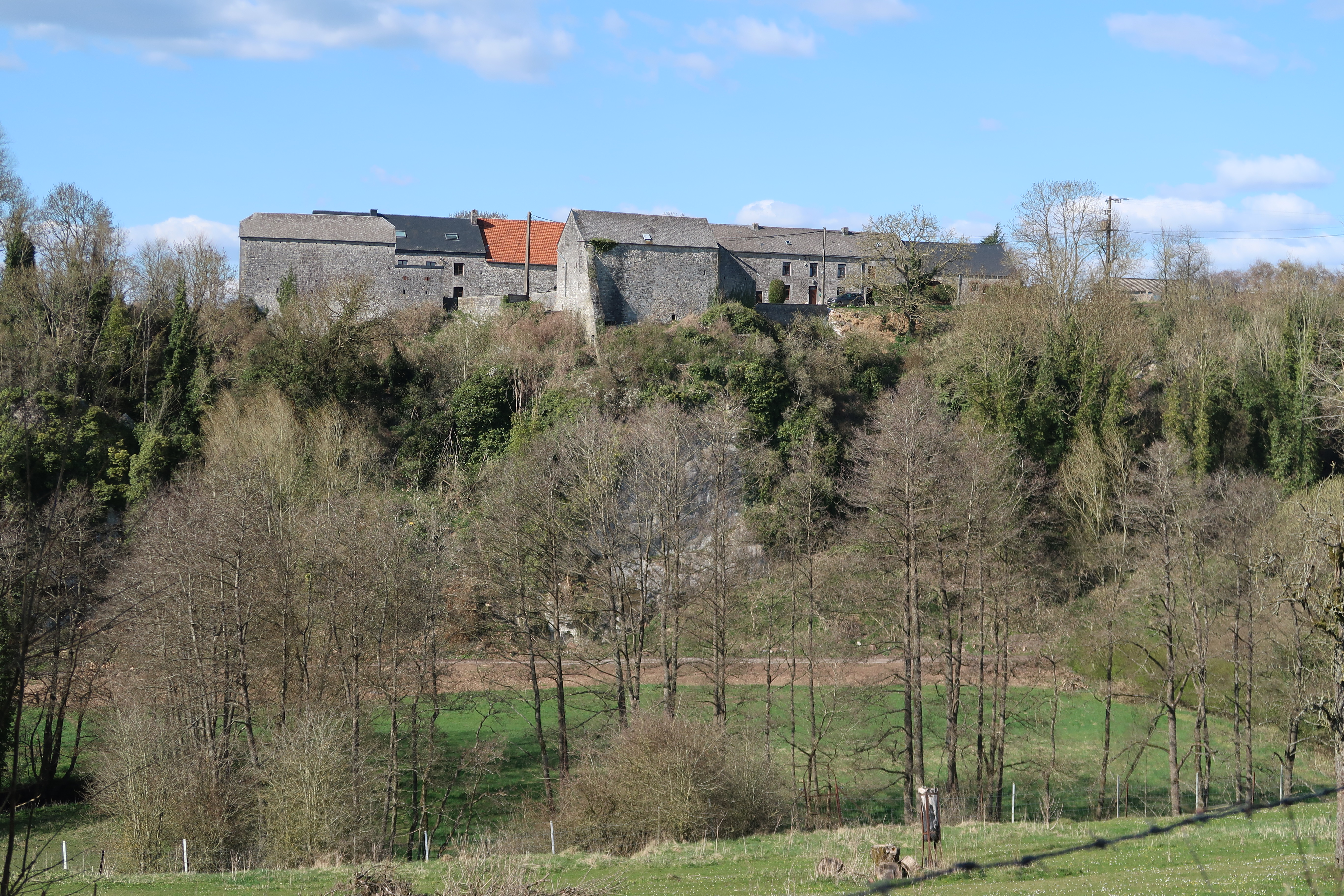
Hameau de Survillers classé.

## Économie

### Captage d'eau
Dans le parc du château de Modave, surplombant le Hoyoux, on trouve un important captage (gravitaire) d'eau de la Compagnie Intercommunale Bruxelloise des Eaux (CIBE) devenue Vivaqua (l'eau est destinée à Bruxelles).